# Chiesa di Sant'Udalrico (Grigno)
La chiesa di Sant'Udalrico (o di Sant'Ulderico o Uldarico) è una chiesa cattolica situata sul colle San Vito sopra all'abitato di Grigno, in Trentino; è sussidiaria della parrocchiale di San Giacomo Maggiore di Grigno e fa parte dell'arcidiocesi di Trento. 

## Storia

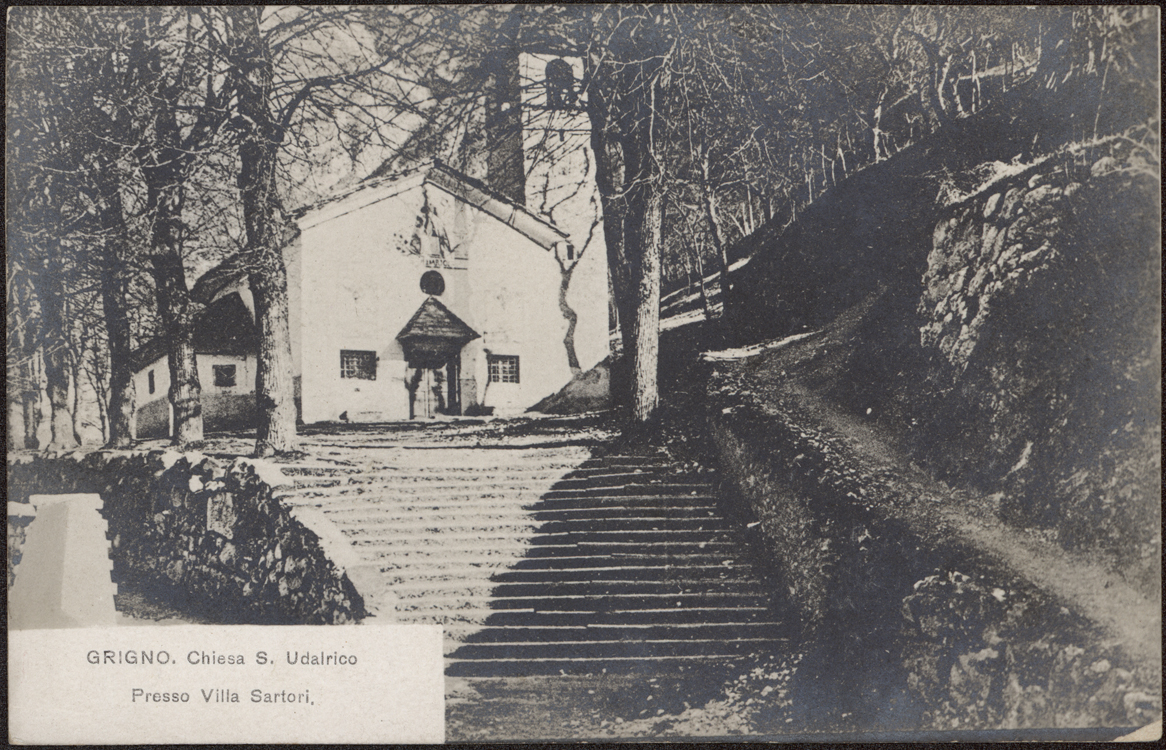
La chiesa in una cartolina datata 1911

Sulla costruzione di questa chiesa non si sa nulla, al di là di numerose leggende che la vorrebbero eretta in occasione di un passaggio nella zona di sant'Udalrico, nel X secolo, o poco dopo, nell'XI; la prima citazione documentale attendibile si ha solo nel 1585, negli atti della visita pastorale compiuta dal vescovo di Feltre Giacomo Rovellio.
L'edificio venne ampliato tra il 1628 e il 1642, in particolare realizzando la volta lunettata sopra alla navata e rifacendo la facciata, che venne affrescata nel 1814. Nei secoli seguenti, la guerra causò danni alla chiesetta più volte: venne profanata durante la campagna napoleonica, quindi danneggiata nel 1824 dal passaggio di truppe tedesche, venendo subito restaurata (intervento ricordato da una lapide in controfacciata); durante la prima guerra mondiale venne nuovamente profanata e anche gli arredi sacri andarono dispersi o distrutti, e restò in stato di abbandono fino alla riparazione nel 1922; subì danni infine anche durante la seconda guerra mondiale, venendo quindi restaurata tra il 1944 e il 1946.
L'adeguamento liturgico è stato eseguito solo parzialmente, tra il 1965 e il 1975, con l'aggiunta dell'altare verso il popolo davanti al presbiterio, costituita dall'antipendio di un altare ligneo di epoca ottocentesca, con al centro un bassorilievo raffigurante l'Agnello Mistico raggiato, prima alloggiato nella cappella della Madonna Immacolata di Grigno.

## Descrizione

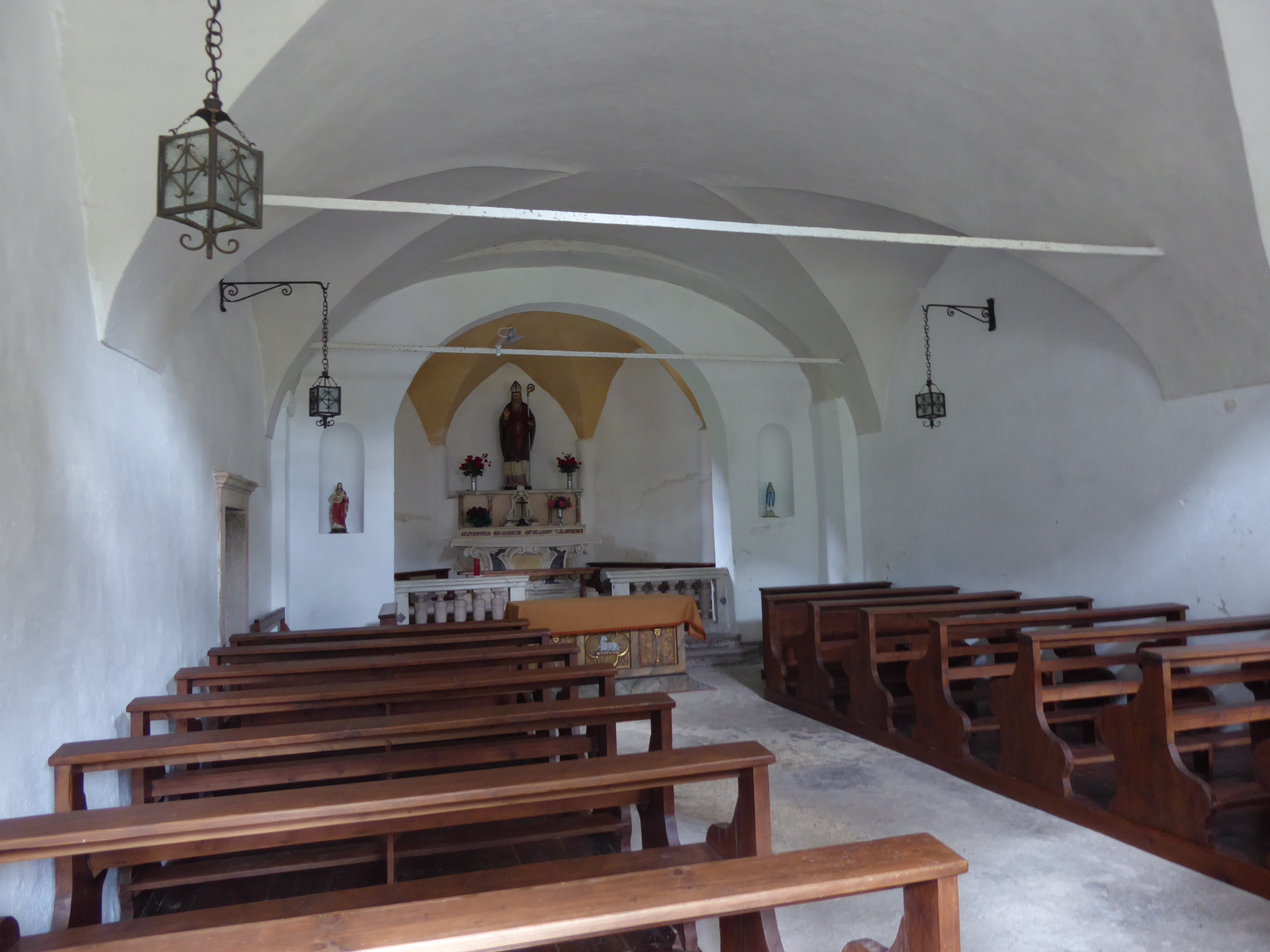
Interno

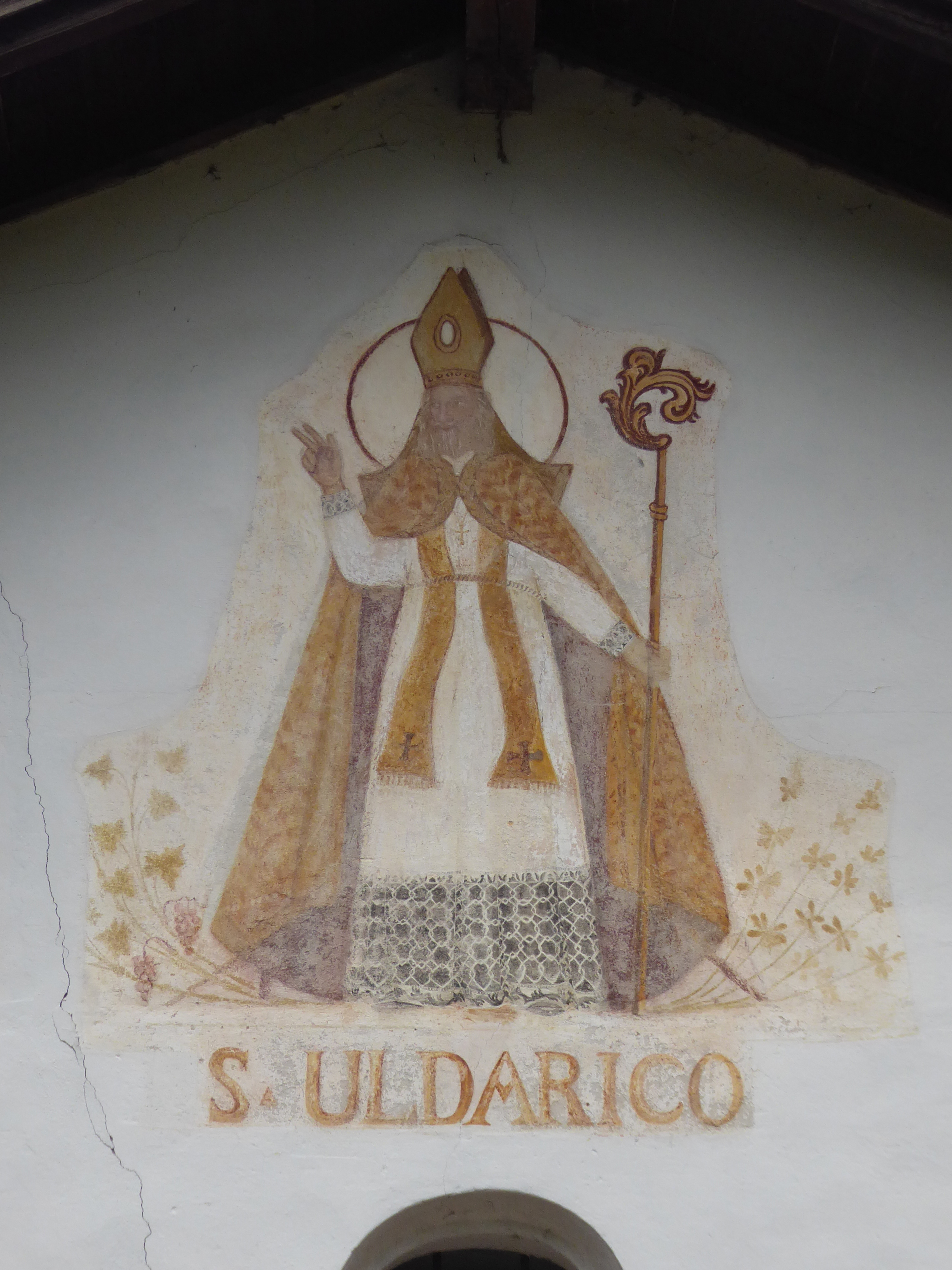
Affresco sulla facciata raffigurante il santo titolare

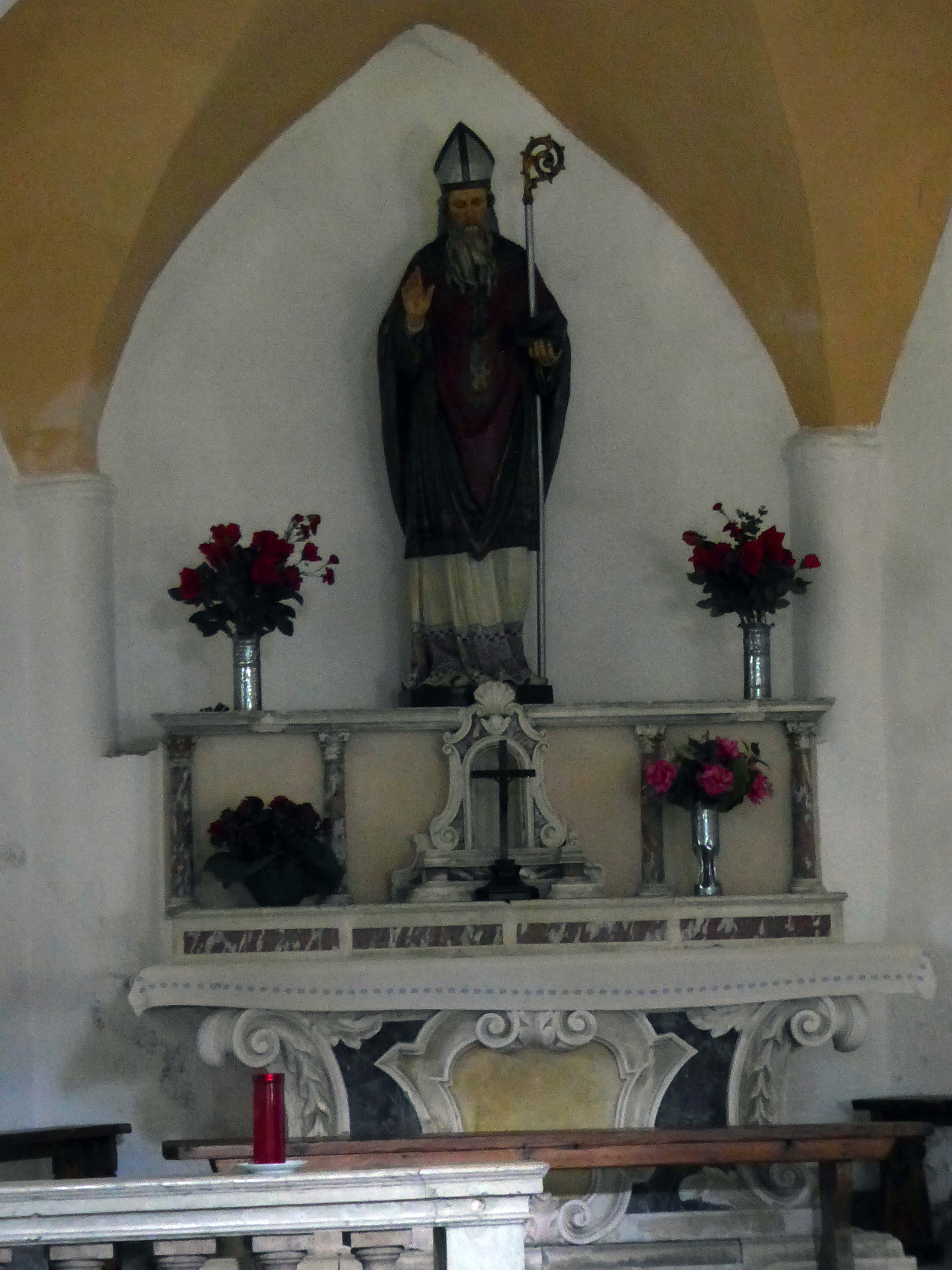
L'altare

### Esterno
Dal punto di vista architettonico la chiesa è molto semplice, realizzata interamente in pietrame intonacato, con tetto di coppi in laterizio; si presenta ad aula unica con pianta rettangolare, ad asse maggiore longitudinale, conclusa da un'abside poligonale e percorsa lungo tutto il perimetro esterno da uno zoccolo ricoperto d'intonaco grezzo; nella facciata è a due spioventi si aprono il portale architravato, coperto da una tettoia in tegole, due finestrelle rettangolari con grate ai lati dell'ingresso e un oculo sopra, al centro. Decorano la facciata degli affreschi ottocenteschi naïf; al centro domina la scena una raffigurazione del santo titolare in un prato fiorito, con paramenti vescovili e pastorale, e la mano destra in segno benedicente; ai suoi lati, più ribasatte, vi sono due finte nicchie con festoni; quella di sinistra riporta la scritta Limosina in onore di S. Udalrico, mentre quella di destra Hic est / qui multum orat / pro populo - maggio 1814.
Sulla fiancata sinistra, in posizione arretrata, sporge la sagrestia, mentre sul lato opposto, poco più indietro rispetto alla facciata, si eleva il campanile a base quadrata, di stile romanico, probabilmente risalente ancora al XV secolo; la cella campanaria, separata dal fusto da una cornice marcapiano, è bucata da una monofora centinata su ogni lato, ed è coperta da un tetto piramidale in scandole sormontato da una banderuola. La campana, realizzata nel 1894 dalla ditta di Bartolomeo Chiappani di Trento, è ornata da bassorilievi raffiguranti la Madonna della Seggiola di Raffaello, la testa di Cristo incoronata di spine e  san Lorenzo con la graticola.

### Interno
L'interno è pavimentato in cemento e illuminato da quattro finestre: le due rettangolari della facciata, e altre due ogivali nell'abside. È presente un'unica navata, coperta da una volta a botte lunettata a sesto ribassato; le mura interne si presentano spoglie e imbiancate, ma dai primi documenti disponibili risulta che fossero in parte affrescate: i dipinti vennero cancellati a seguito di una visita pastorale del 1612. 
L'arco santo introduce al presbiterio sopraelevato di due gradini rispetto all'aula e delimitato da una balaustra proveniente dall'antica pieve di San Giacomo; degno di nota il particolare delle lesene cilindriche addossate agli spigoli interni delle pareti del presbiterio, messe probabilmente a scopo decorativo.
L'altare maggiore è realizzato con marmi policromi, con paliotto riconducibile alla bottega bassanese di Guglielmo Montini; sopra al tabernacolo è posta una statua policroma lignea di sant'Udalrico, realizzata da Josef Moroder-Lusenberg e dipinta forse da Christian Delago.